# Rector Street (stacja metra na Broadway – Seventh Avenue Line)
Rector Street – stacja metra nowojorskiego, na linii 1. Znajduje się w dzielnicy Manhattan, w Nowym Jorku i zlokalizowana jest pomiędzy stacjami Chambers Street i South Ferry. Została otwarta 1 lipca 1918.